# Ивлев, Сергей Александрович
Сергей Александрович Ивлев (род. 14 февраля 1969 года) — советский и российский ватерполист.

## Карьера
Выступал за «Динамо — Олимпийский». Серебряный призёр чемпионата СССР (1988, 1989, 1990, 1991, 1992). Обладатель Кубка СССР (1988, 1990, 1991). Чемпион России (1994, 1995, 1996, 1998), серебряный (1997) призёр чемпионата России. Обладатель Кубка России (1994, 1995, 1996, 1997). Финалист Кубка обладателей кубков 1989. Бронзовый призёр Кубка европейских чемпионов 1999 года.
В 1994-98 годах привлекался сборную России.
Участник Олимпийских игр 1996 года.
Бронзовый призёр чемпионата мира 1994 года.
Судья международной категории (2007).